# Tert-Butylperoxyacetat
tert-Butylperoxyacetat ist eine chemische Verbindung aus der Gruppe der organischen Peroxide.

## Gewinnung und Darstellung
tert-Butylperoxyacetat, tert-Butylperoxybutyrat, tert-Butylphenylperoxyacetat und tert-Butylperoxyundecanoat können in nahezu quantitativen Ausbeuten durch die Veresterung der entsprechenden Carbonsäuren mit tert-Butylhydroperoxid in Gegenwart von Trifluoressigsäureanhydrid und Pyridin in nicht-wässrigem Medium bei 0–5 °C erhalten werden.

## Eigenschaften
tert-Butylperoxyacetat ist eine leicht flüchtige, farblose Flüssigkeit mit stechendem Geruch, die praktisch unlöslich in Wasser ist. Sie zersetzt sich bei Erhitzung über 93 °C.

## Verwendung
tert-Butylperoxyacetat wird als Zwischenprodukt zur Herstellung anderer chemischer Verbindungen verwendet.

## Sicherheitshinweise
Die Dämpfe von tert-Butylperoxyacetat können mit Luft ein explosionsfähiges Gemisch (Flammpunkt < 27 °C) bilden.